# VN-conferentie inzake Milieu en Ontwikkeling
De VN-conferentie inzake Milieu en Ontwikkeling (UNCED, naar United Nations Conference on Environment and Development), ook gekend als de Top van Rio, Rio-Conferentie of de Top van de Aarde (Earth Summit) was een grote conferentie van de Verenigde Naties in Rio de Janeiro, Brazilië, van 3 tot 14 juni 1992. De VN-conferentie inzake Duurzame Ontwikkeling in 2012 werd ook gehouden in Rio de Janeiro en werd in navolging van de top in 1992 de Top van de Aarde 2012 of Rio+20 genoemd.

## Overzicht
172 regeringen namen deel aan de top, waarvan er 106 hun staatshoofd of regeringsleider stuurden. Ook toenmalig Belgisch premier Jean-Luc Dehaene en Nederlands minister-president Ruud Lubbers namen deel aan de top. Daarnaast namen ook nog 2.400 vertegenwooridgers van NGO's deel en nog eens 17.000 mensen namen deel aan een parallel Globaal Forum, een adviesorgaan voor de top. De top werd onder meer voorgezeten door de Braziliaanse Minister van Buitenlandse Zaken, Celso Lafer.
Volgende onderwerpen werden besproken:
- Het opvoeren van het onderzoek naar de productie van toxische componenten die gebruikt worden tijdens productieprocessen, zoals tetra-ethyllood in benzine of giftig afval zoals radioactieve chemische resten.
- Het promoten van alternatieve energiebronnen  om fossiele brandstoffen te vervangen, die gelinkt worden aan de klimaatverandering.
- Het promoten van openbaar vervoer om de uitstoot te verminderen, om gezondheidsproblemen door de vervuilde lucht tegen te gaan en om de steden leefbaarder te houden.
- Omgaan met de toegenomen schaarste van water.

De belangrijkste resultaten van de top kwamen in het Klimaatverdrag, dat op zijn beurt de basis was voor het latere Kyoto Protocol. Op de top werd het Biodiversiteitsverdrag ondertekend, dat landen ertoe aanzette om de biodiversiteit in eigen land, maar ook in ontwikkelingslanden te beschermen. Een ander resultaat was de "Verklaring van Rio over milieu en ontwikkeling” (“Rio Declaration on Environment and Development”), ondertekend door meer dan 175 landen. Het was een kort document met 27 principes, als leidraad voor landen bij toekomstige duurzame ontwikkeling. Verder werd afgesproken dat er geen activiteiten mochten plaatsvinden in de gebieden bewoond door inheemse volkeren die onverantwoord waren vanuit cultureel of milieuopzicht. Verschillende steden werden gelauwerd wegens hun inspanningen op lokaal niveau. Voorbeelden waren Sudbury, Canada, voor zijn ambitieuze plannen om de negatieve gevolgen van de lokale mijnbouwindustrie om te keren, Austin, de Verenigde Staten voor zijn strategie rond duurzaam bouwen en Kitakyūshū, Japan voor het opstarten van een training- en onderwijscomponent binnen het bestaande stedelijke pollutiereductieprogramma. Verschillende doelstellingen rond duurzame ontwikkeling werden neergeschreven in de Agenda 21.
Critici stellen echter dat vele van de doelstellingen niet werden nagekomen, vooral die rond het tegengaan van armoede gelinkt aan milieuproblemen en rond het opruimen van de natuurlijke omgeving.